# Bulbophyllum fulgens
Bulbophyllum fulgens är en orkidéart som beskrevs av Jaap J. Vermeulen. Bulbophyllum fulgens ingår i släktet Bulbophyllum och familjen orkidéer. Inga underarter finns listade i Catalogue of Life.